# Rosebery, Tasmanien
Rosebery är en ort i Australien. Den ligger i kommunen West Coast och delstaten Tasmanien, i den sydöstra delen av landet, omkring 190 kilometer nordväst om delstatshuvudstaden Hobart. Antalet invånare är 1 035.
Trakten runt Rosebery är nära nog obefolkad, med mindre än två invånare per kvadratkilometer.. Rosebery är det största samhället i trakten. 
I omgivningarna runt Rosebery växer i huvudsak städsegrön lövskog. Genomsnittlig årsnederbörd är 2 426 millimeter. Den regnigaste månaden är augusti, med i genomsnitt 307 mm nederbörd, och den torraste är februari, med 103 mm nederbörd.